# Europameisterschaften 1907
Als Europameisterschaft 1907 oder EM 1907 bezeichnet man folgende Europameisterschaften, die im Jahr 1907 stattfanden:
- Eiskunstlauf-Europameisterschaft 1907
- Inoffizielle Ringer-Europameisterschaften 1907
- Ruder-Europameisterschaften 1907